# 弗罗申·法娜
弗罗申·法娜（Frozan Fana，1969年—），前阿富汗将军穆罕默德·沙菲的女儿，出生于喀布尔市一个名声卓著的政治、宗教家庭，她是2009年阿富汗总统选举的候选人之一。

## 工作经历
1973-1984年，法娜相继在撒娜穆默沙与艾米娜·法达维两所学校完成自己的初等学业。接着，她进入了喀布尔医科大学的医学院接受高等教育，在校期间，她加入了校园内的青年联盟组织。毕业之后，法娜先后在喀布尔理工学院门诊部、瓦尔兹·阿巴克·汗医院的创伤与整形科担任医生职务，后来，她担任了阿富汗一家非政府组织——发展与医疗救助机构的一名顾问。这期间阿富汗国内战争频发，然而法娜在最恶劣的时刻仍然兢兢业业坚守在自己职位上。

## 家庭
1994年，法娜嫁给了阿富汗航空旅游部的官员阿都·拉曼，2002年2月20日，她的丈夫在喀布尔国际机场被一伙暴徒殴打至死。不幸接踵而至，2006年，法娜的儿子在柏旺省萨朗区溺水身亡。如今她与仅剩的一名女儿一起生活。